# Apamea submissa
Apamea submissa är en fjärilsart som beskrevs av Treitschke 1825. Apamea submissa ingår i släktet Apamea och familjen nattflyn. Inga underarter finns listade i Catalogue of Life.